# Richard Lipinski
Richard Lipinski (Dantzig, 6 février 1867 - Bennewitz, Muldentalkreis, 18 avril 1936) était un syndicaliste, homme politique et écrivain allemand.

## Chronologie de sa vie politique
- 1903-1907 : membre du Reichstag (en tant que membre du SPD)
- 1907-1917 et 1922-1933 : président du SPD pour la région de Leipzig
- 1917-1922 : président de l'antenne de l'USPD à Leipzig (dans cette ville, il devient l'un des piliers du parti, tout comme Friedrich Seger)
- 1917 : sous sa direction, les branches locales du SPD et de l'USPD ont presque fusionné
- 1918 (15 novembre)-1919 (21 janvier) : délégué du peuple, président du conseil des délégués du peuple dans la Saxe.
- 1919-1920 : représentant du Landtag en Saxe
- 1920 (11 décembre)-1923 (2 février) : ministre de l'intérieur avec le gouvernement de Wilhelm Buck en Saxe (parallèlement, le SPD et l'USPD fusionnent pour fonder le VSPD)
- 1920-1933 : membre du Reichstag (d'abord pour l'USPD puis pour le SPD)

Pendant la période du nazisme, Lipinski fut emprisonné en 1934 et 1935.

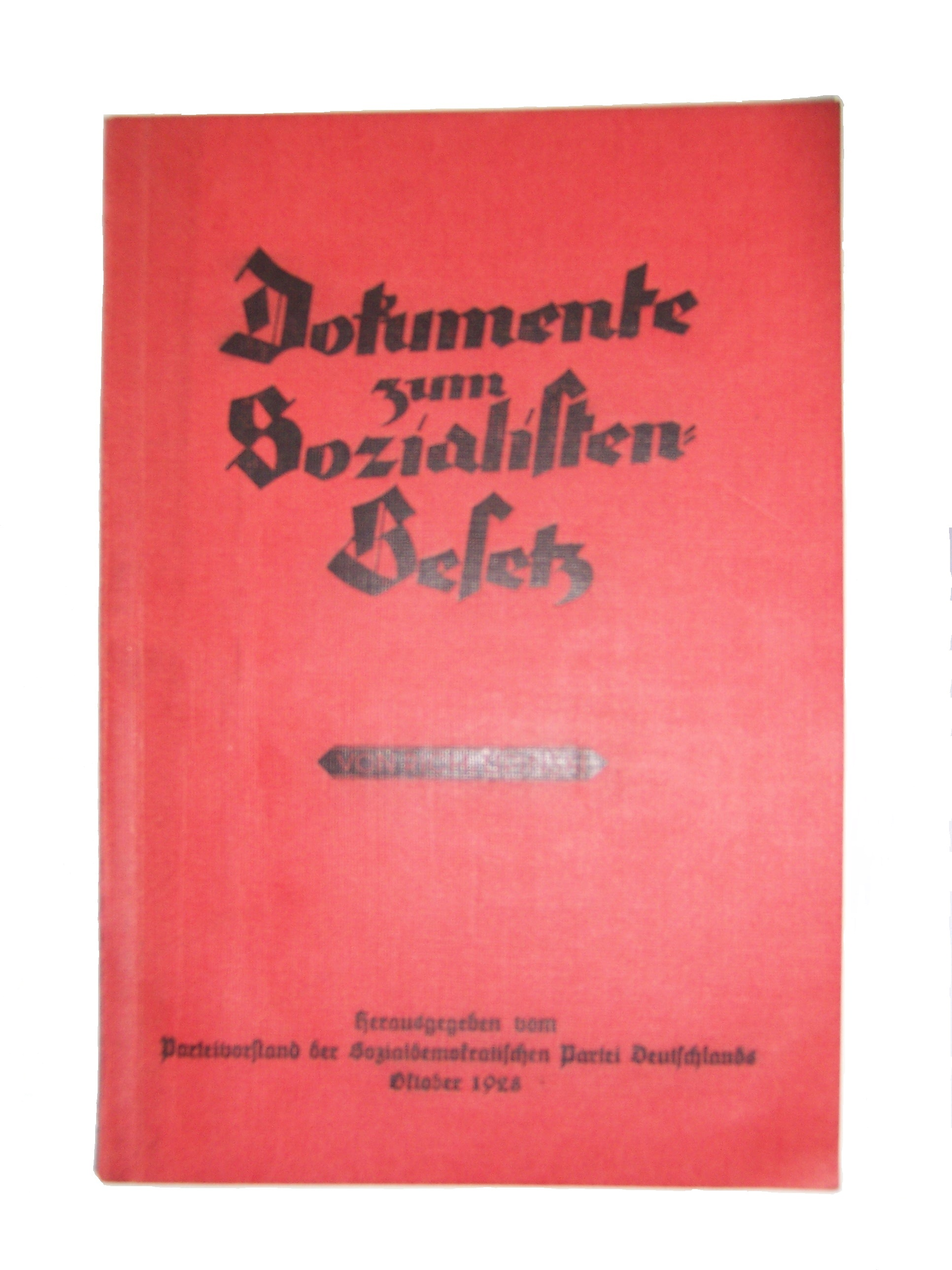
Documents sur les lois antisocialistes

## Hommage
- Mémorial en souvenir des 96 membres du Reichstag assassinés par les nazis